# Béla Bartók
Béla Viktor János Bartók (n. 25 martie 1881, Sânnicolau Mare, Austro-Ungaria – d. 26 septembrie 1945, New York City, New York, SUA) a fost un compozitor, pianist, profesor, folclorist, etnograf maghiar, unul din reprezentanții de seamă ai muzicii moderne. Considerat cate odată cel mai important compozitor maghiar.

## Viața
Primele lecții de pian le-a primit de la mama sa la vârsta de 4 ani.La aceeași vârstă a început să concerteze. A copilarit in Transcarpatia la Vinogradiv, actualmente în  (Ucraina) și Pozsoni ( Slovacia) . Inițial a studiat pianul cu un fost elev al lui Franz Liszt, Toman Isztvan. Din 1899 a studiat pianul și compoziția la Preßburg (azi: Bratislava, Slovacia) și la Academia Regală de Muzică din Budapesta, ca elev a lui Koessler Janos, unde între 1908 și 1934 a funcționat ca profesor de pian. Deși născut catolic , in tinerețe s- a declarat ateist. Între anii 1934 și 1940 a lucrat la Academia de Științe din Budapesta în domeniul folclorului muzical. In anii de tinerețe a fost prieten cu George Enescu, Tiberiu Brediceanu. În 1940, pe măsură ce situația politică din Europa se înrăutățea în contextul începerii celui de-al Doilea Război Mondial, Bartók era tot mai tentat să fugă din Ungaria. A fost un puternic opozant al naziștilor dar și a alianței pe care Ungaria o făcuse cu Germania și puterile Axei prin semnarea Tratatului Tripartit în 20 noiembrie 1940. În urma venirii la putere a naziștilor în Germania în 1933, Bartók a refuzat să mai susțină concerte în Germania și chiar a renunțat la managerul său de concerte acolo. Viziunea sa politică antifascistă i-a cauzat multe probleme cu mișcarea fascistă din Ungaria. În 4 octombrie 1940, Bartók a înregistrat o variantă a propriului testament în care cerea ca nicio piață sau stradă să nu fie denumită după numele lui până când piețele și străzile din Budapesta care erau denumite după Mussolini și Hitler nu își schimbă numele, la vremea aceea, piețele Oktogon și Kodály fiind denumite după ei. În 1940, la finalul lunii octombrie, a emigrat în Statele Unite ale Americii, unde, pentru o scurtă perioadă (1940-1941), a lucrat pe lângă Universitatea Columbia și ca profesor de muzică în New York, având venituri financiare modeste. A murit bolnav de leucemie pe 26 septembrie 1945 în New York.

## Opera

Bustul lui Béla Bartók din Parcul Herăstrău din București

În primele sale opere, Béla Bartók se orientează în tradiția muzicii vest-europene, fiind în special influențat de Johannes Brahms, Richard Wagner, Franz Liszt și Claude Debussy. În poemul simfonic "Kossuth" (1904) se recunoaște influența muzicii lui Richard Strauss. Începând cu anul 1905, Béla Bartók studiază tot mai mult muzica populară maghiară, românească și cea tradițională a artiștilor țigani. A fost culegător de folclor pe mai multe meleaguriÎn colaborare cu prietenul său, compozitorul Zoltán Kodály, realizează o culegere de muzică folclorică maghiară, românească, sârbească, croată, turcească și nord-africană, publicată în 12 volume.
Béla Bartók a fost un excelent pianist și a compus mai multe lucrări în scop pedagogic, ca "Microcosmos" (1935), cuprinzând 153 piese pentru pian cu grade de dificultate crescândă. Cele șase cvartete de coarde sunt considerate unele din cele mai importante compoziții ale genului.

### Selecție
În 1924, Societatea Compozitorilor Români organizează un concert dedicat aproape în întregime operelor lui Bela Bartok, ocazie cu care Enescu cântă, acompaniat la pian de Bartok însuși, Sonata a II-a pentru vioară și pian a acestuia. Doi ani mai târziu, compozitorul maghiar revine la București ca pianist solist în propria Rapsodie pentru pian și orchestră - lucrare de debut - dar stârnește interes și prin alte două opus-uri pianistice ale sale, expresionistul „Allegro barbaro” și „Dansurile românești”, oferite ca supliment în același concert.
- "Allegro barbaro" pentru pian (1911)
- "Dansuri populare românești" pentru pian (1915, prelucrate mai târziu pentru orchestră)
- Opera Castelul Prințului Barbă-Albastră (1911)
- "Prințul cioplit din lemn", piesă de balet (1914-1916)
- "Mandarinul Miraculos", balet (1919)
- Cantata profana (1930), pe textul unei colinde românești
- 6 Cvartete pentru instrumente de coarde (1908, 1915-1917, 1927, 1928, 1934 și 1939)
- Trei concerte pentru pian și orchestră (1926, 1931 și 1945)
- Muzică pentru instrumente de coarde, percuție și celestă (1937)
- Concert pentru orchestră (1943)
- Concert pentru vioară și orchestră (1943) - executat în primă audiție de Yehudi Menuhin
- Muzică pentru două piane și instrumente de percuție (1937)
- Concert pentru violă și orchestră (1945), definitivat de Tibor Serly.

## Discipoli[18]
- Fritz Reiner
- Sir George Solti
- Sandor Georgy
- Balogh Erno
- Lili Kraus
- Jack Beeson
- Violet Archer

## In memoriam
O stradă din zona centrală a orașului Târgu Mureș îi poartă numele. Pe acea stradă se află și statuia lui Béla Bartók, un monument realizat de sculptorul Márton Izsák, dezvelit la 27 noiembrie 1981.
Străzi cu numele sau sunt în mai multe localități din Banat și Transilvania. De asemenea Liceul Maghiar din Timișoara se numește Bartok Bela.